# Der letzte Fußgänger
Der letzte Fußgänger ist eine Filmkomödie mit Heinz Erhardt in der Hauptrolle, die am 15. September 1960 im Grand-Palast in Frankfurt am Main ihre Uraufführung erlebte.

## Handlung
Gottlieb Sänger, Archivar im Verlag der Zeitschrift Zeitblick, verabscheut Straßenbahnen, Automobile und Fahrräder ebenso wie Fahrstühle und Paternoster – er geht lieber zu Fuß. Zum genussvollen Höhepunkt seines ansonsten bescheidenen Daseins wird der jährliche Sommerurlaub, den er in diesem Jahr im Schwarzwald verbringen wird. Als Gottlieb den Zug in Richtung Süden besteigt, bittet ihn eine alte Dame, ein bisschen auf ihre Enkelin Christine „Kiki“ Cornelius zu achten. Obwohl Kiki nach Genf zu ihrem Pensionat fahren sollte, steigt sie, ebenso wie Gottlieb, in Baden-Baden aus dem Zug, um ins Spielkasino zu gehen. Nach ein paar Stunden verlassen die beiden das Kasino, bis auf eine kleine Reserve völlig pleite.
Gottlieb möchte Kiki endlich loswerden, doch sie begleitet ihn auf seinen Wanderungen. Unterwegs macht er Aufnahmen, die er zum Entwickeln in die Redaktion seiner Zeitschrift, an seinen Freund, den Fotoreporter Hiss, schickt. Als Hiss die Fotos seinem Chefredakteur zeigt, macht dieser daraus die große Serie „Der letzte Fußgänger“. Titelbild der nächsten Ausgabe werden der nichtsahnende Gottlieb und seine Begleiterin Kiki. Gottlieb ist über den Missbrauch seiner Fotos sehr wütend, und auch bei Kikis Großmutter, die ihre Enkelin seit Tagen im Genfer Internat glaubt, ist die Veröffentlichung kein Erfolg.
Doch nach Gottliebs Rückkehr ist aller Ärger schnell verraucht, als man ihm 3.000 Mark und einen Redakteursposten anbietet, den er aber nicht will. Auch Kikis Oma kann von der Harmlosigkeit des Urlaubs überzeugt werden. So kehrt Gottlieb Sänger, bemüht, nie wieder aufzufallen, in sein stilles Archiv zurück.

## Kritiken
„Heinz Erhardt als Rucksack-Wanderer im Schwarzwald bei unfreiwilligen Urlaubsfreuden. Bescheidene Komödie, die während der Erhardt-Renaissance in den achtziger Jahren neu herausgebracht wurde und erstaunliche Erfolge in Kino und Fernsehen erzielte.“

„Idyllische Komödie mit milden Seitenhieben auf die Hektik des modernen Lebens.“

„Ein beinahe vollkommenes Spiegelbild der verniedlichten Triebe und erlaubten Sehnsüchte.“

„Unterhaltungsfilm von der Konfektionsstange, ohne Unsauberkeiten, aber auch ohne Humor.“

## Drehorte
Gedreht wurde der Film im Filmatelier Göttingen. Außenaufnahmen mit Stadtansichten entstanden in der Innenstadt von Kassel, so ist zum Beispiel in einer der Anfangsszenen die Treppenstraße zu sehen. Zu sehen sind das Casino und Kurhaus mit Kurgarten in Baden-Baden und der Bahnhof Baden-Oos. Vor dem Gerechtigkeitsbrunnen spielt eine Szene mit Christine Kaufmann in Freudenstadt. Im Hintergrund ist die Stadtkirche zu sehen. Der Blick aus dem Fenster seines Büros zeigt den Stephansplatz in Hamburg. Eine der letzten Szenen wurde in Konstanz an der Seestraße gedreht.